# マグダレナ・アンデション
エーヴァ・マグダレナ・アンデション（Eva Magdalena Andersson (スウェーデン語発音: [eːva maɡdalena andɛʂɔn])、1967年1月23日 - ）は、スウェーデンの政治家、経済学者。同国第44代首相（在任: 2021年11月30日 - 2022年10月18日）を務めた。スウェーデン社会民主労働党党首。
2021年11月24日、リクスダーゲンはアンデションを首相に選出し、11月26日に就任する予定だった。しかし、緑の党との連立政権が崩壊し、連立政権による予算案が否決されて野党の予算案が採択されたことにより、首相に選出された数時間後に選出を辞退することになった。アンデションは、社会民主労働党一党による政権を目指し、議会の信任を得ることを発表した。11月29日に再投票が行われ、首相に再選出された。11月30日に首相に就任し、スウェーデン初の女性首相となった。

## 若年期と教育
アンデションは、ウプサラで1967年1月23日に生まれた。父はウプサラ大学で統計学の講師をしていたヨーラン・アンデション（Göran Andersson、1936年-2002年）、母は教師のビルギッタ・アンデション（Birgitta Andersson、1939年-）で、マグダレナは一人っ子である。
若い頃にはエリートレベルの水泳選手だった。
ウプサラのカテドラルスコーラン（高校）で社会科学を学び、1987年に1科目を除く全ての科目でトップの成績を収めて卒業した。
高校卒業後はストックホルム商科大学に入学し、1992年に経済学の修士号を取得した。その後、同大学の博士課程に進んだが、1995年に博士号を取得せずに修了した。1994年秋にウィーン高等研究所に、1995年春にハーバード大学に留学した。
アンデションは、1983年、中学1年生のときに、社会民主労働党の青年組織であるスウェーデン社会民主青年同盟(SSU)に加入した。1987年にはSSUのウプサラ支部長に選出された。

## キャリア

### 顧問・公務員
1996年から1998年まで首相ヨーラン・ペーションの政治顧問としてローゼンバード（首相府）に勤務し、その後1998年から2004年まで企画部長を務めた。2004年から2006年まで財務省の長官を務め、2007年から当時野党だった社会民主労働党の党首モナ・サーリンの政治顧問を務めた。2009年、政府がアンデションを税務局のチーフディレクターに指名し、2012年まで同職を務めた。2014年の総選挙で社会民主労働党の候補者となったのを機に辞任した。

### 財務大臣
2014年の総選挙で社会民主労働党が勝利し、リクスダーゲン（国会）議員に初当選したアンデションは、ステファン・ロベーン新首相により財務大臣に任命された。連立交渉の結果、アンデションが財務省の全体的な責任を負う一方で、緑の党のペール・ボールンドが金融市場担当大臣として金融市場と消費者保護の監督責任を負うことになった。アンデションは2018年の総選挙で再選され、ステファン・ロベーン首相によって財務大臣に再任された。
2020年、国際通貨基金(IMF)理事会の主要政策諮問委員会である国際通貨金融委員会(IMFC)は、アンデションを3年の任期で委員会の議長に選出した。同委員会の議長にヨーロッパ人が就任するのは10年以上ぶりで、女性の就任は初だった。
2021年8月、ステファン・ロベーン首相は、同年11月に開催される党大会をもって党首を辞任することを発表した。すぐに後継者候補としてアンデションが有力視され、9月29日、党の指名委員会は、党大会に先立ってアンデションを党首に指名することを決定したと発表した。この指名が党大会で承認されれば、アンデションは党首となり、スウェーデン初の女性首相となる。

### 社会民主労働党党首
11月4日、アンデションは社会民主労働党の党首に選出され、野党時代のモナ・サーリン以来の同党2人目の女性党首となった。
11月10日、現職の首相であるステファン・ロベーンが正式に辞任した。11月11日、リクスダーゲン議長は2021年スウェーデンの政権樹立の一環として全政党の党首と会談し、その後にアンデションに1週間の猶予を与えて政権樹立を要請した。11月23日、アンデションは、左翼党との間で首相投票で自分を支持することで合意したと発表した。中央党もアンデションを支持することに合意していたため、アンデションは次期首相になるために必要な数の議員の支持を得た。

### スウェーデン首相
2021年11月24日、リクスダーゲンはアンデションを次期首相に選出した。賛成票は過半数に達しなかったものの、棄権により反対票も過半数に達しなかったため首相の選出には十分であり、選出の時点で11月26日に正式に首相に就任することになっていた。アンデションは、1921年に普通選挙が導入されて以来、スウェーデン初の女性首相となるはずであった。
アンデションの首相選出の数時間後、連立政権が提出した予算案はリクスダーゲンで否決され、野党が提出した予算案が可決された。野党の予算案は右派の民主党の支援を受けて作成されていたため、連立を組む緑の党はその予算での政権運営を嫌って連立から離脱し、アンデションは首相就任前に選出を辞退することになった。これは、連立政権から政党が離脱した場合、首相は辞任するという慣例に基づくものである。アンデションはアンドレアス・ノルリアン議長に、社会民主労働党一党で政権を率いる意思があることを伝えた 。
11月29日、アンデションは首相に再選された。1回目の投票でアンデションを支持した全ての政党（中央党、緑の党、左翼党）が、11月29日に行われる再投票でアンデションを支持する意向を示していることから、アンデションは首相に再選されることが予想されていた。11月30日に首相に就任し、スウェーデン初の女性首相となり、これで北欧の全ての国が女性を政権トップに置いたことになった。同国のトップに女性が就任するのは、1720年のウルリカ・エレオノーラ女王の退位以来のこととなる。2022年5月、与党・社会民主労働党は、ロシアのウクライナ侵攻を受けて従来の方針を転換し、NATO加盟申請を支持することを決めた。アンデションは「スウェーデンの安全保障にとって私たちがNATOに加盟することが最善だと信じている」と述べた。
2022年9月11日に執行された総選挙で与党連合は173議席にとどまり、176議席の右派陣営が僅差ながら上回った。アンデションは9月14日に敗北を認め、退陣を表明した。
- 財務大臣就任後初の政府予算を手にするアンデション（2014年10月23日）
- EUの閣僚理事会に参加（2017年9月15日）
- 2021年11月24日、アンデションは首相に選出された[5]。
- 2022年3月5日、ヘルシンキでフィンランドのサンナ・マリン首相と共同記者会見を行った[41]。

## その他の役職
- アジアインフラ投資銀行 (AIIB) 総務委員会委員（職権上）[42]
- 欧州復興開発銀行 (EBRD) 総務委員会委員（職権上）[43]
- 欧州投資銀行 (EIB) 総務委員会委員（職権上、2014年から）[44]
- 多数国間投資保証機関 (MIGA) 総務委員会委員（職権上）[45]
- 北欧投資銀行 (NIB) 総務委員会委員（職権上）[46]
- 世界銀行 総務委員会委員（職権上）[47]
- ポリシーネットワーク（英語版）、理事会メンバー（2005–2009） [48]

## 私生活
1997年にストックホルム大学経済学部教授のリッカルド・フリーバリと結婚し、2人の子供がいる。夫婦ともにアウトドア派で、ハイキングやカヤック、登山などをよく楽しんでいる。